# Mistrzostwa Świata Juniorów w Łucznictwie 1991
1. Mistrzostwa Świata Juniorów w Łucznictwie odbyły się w dniach 25 – 27 lipca 1991 roku w Sandefjord w Norwegii. W zawodach wzięli udział juniorzy do 20 roku życia, strzelający z łuków klasycznych.
Polska wywalczyła jeden medal. Na najniższym stopniu podium stanęła drużyna juniorek w składzie Joanna Lesisz, Edyta Bizoń i Jolanta Wymlatil.

## Reprezentacja Polski juniorów

### łuk klasyczny
- Edyta Bizoń
- Joanna Lesisz
- Łukasz Liz
- Kamila Kamieńska
- Maciej Pukaluk
- Norbert Rusin
- Adam Serafin
- Jolanta Wymlatil

## Medaliści

### Juniorzy

#### Strzelanie z łuku klasycznego
| Konkurencja:           | Złoto:                                                          | Srebro:                                                  | Brąz:                                                     |
| indywidualnie kobiet   | Denise Parker                                                   | Natalie Piskocha                                         | Olga Jakołczewa                                           |
| indywidualnie mężczyzn | Vic Wunderle                                                    | Filippo Clini                                            | Martinus Grov                                             |
| drużynowo kobiet       | ZSRR · Natalie Piskocha · Olga Jakołczewa · Lola Walichodjajewa | Niemcy · Nicole Kobler · Elke Dietrich · Julia Berdi     | Polska · Joanna Lesisz · Edyta Bizoń · Jolanta Wymlatil   |
| drużynowo mężczyzn     | Włochy · Filippo Clini · Fabio Conti · Efrem Mazzucco           | Francja · Frederic Rey · Marc Dellenback · Samuel Millet | Wielka Brytania · Simon Terry · Martin Evans · Jon Shales |

## Klasyfikacja medalowa
| Lp. | Państwo           | Złoto | Srebro | Brąz | Razem |
| 1.  | Stany Zjednoczone | 2     | 0      | 0    | 2     |
| 2.  | ZSRR              | 1     | 1      | 1    | 3     |
| 3.  | Włochy            | 1     | 1      | 0    | 2     |
| 4.  | Francja           | 0     | 1      | 0    | 1     |
| 4.  | Niemcy            | 0     | 1      | 0    | 1     |
| 6.  | Norwegia          | 0     | 0      | 1    | 1     |
| 6.  | Polska            | 0     | 0      | 1    | 1     |
| 6.  | Wielka Brytania   | 0     | 0      | 1    | 1     |